# Kenneth Nichols
Pour les articles homonymes, voir Nichols.
Nick Nichols (né Kenneth David Nichols le 13 novembre 1907 à Cleveland dans l'Ohio et mort le 21 février 2000 à Bethesda dans le Maryland) est un officier et un ingénieur de l'Armée de terre des États-Unis. Il a travaillé comme ingénieur pour le projet Manhattan. Il était responsable à la fois des installations de production d'uranium à Oak Ridge (Tennessee) et des installations de production de plutonium au complexe nucléaire de Hanford, dans l'État de Washington.
Nichols a continué à travailler pour le projet après la guerre, puis est devenu l'officier de liaison pour la Commission de l'énergie atomique des États-Unis en 1947. Après avoir enseigné un temps à l'Académie militaire de West Point, il est promu major-général et chef de l'Armed Forces Special Weapons Project.
En 1950, Nichols devient directeur adjoint de la division des missiles guidés du département de la Défense. En 1952, lors d'une réorganisation, il est nommé chef de la section recherche et développement. En 1953, il devient directeur général de la Commission de l'énergie atomique, où il fait la promotion de la construction de centrales nucléaires.
Nichols a joué un rôle clé lors de l'audition de sécurité de J. Robert Oppenheimer (1954).
En fin de carrière, Nichols est devenu ingénieur consultant pour les centrales nucléaires privées.

## Jeunesse
Kenneth David Nichols naît en 1907 à West Park (en), un quartier ouest de Cleveland. Il est l'un des quatre enfants de Wilbur L. Nichols et May Colbrumn.
En 1929, Nichols obtient un diplôme de l'Académie militaire de West Point et intègre le Corps du génie de l'armée des États-Unis avec le grade de sous-lieutenant. La même année, il intègre un corps expéditionnaire dirigé par le lieutenant-colonel Daniel Isom Sultan. Le groupe part au Nicaragua afin d'y effectuer un relevé pour le projet de canal du Nicaragua. Pour son travail, Nichols reçoit la médaille du mérite du Nicaragua « pour service exceptionnel rendu [à] la République du Nicaragua. » L'un des membres de l'expédition, Leslie Groves, aura par la suite une influence déterminante sur la carrière de Nichols.
Nichols revient aux États-Unis en 1931 et fréquente l'université Cornell, où il obtient un baccalauréat en génie civil. En 1932, il devient assistant du directeur de la Waterways Experiment Station (en) de Vicksburg (Mississippi). En août, il poursuit ses études à Cornell. Il obtient une maîtrise en génie civil le 10 juin 1933. À la même époque, il se marie avec Jacqueline Darrieulat, avec qui il aura une fille et un fils.
Après sa maîtrise, il retourne travailler à la Waterways Experiment Station. L'année suivante, en 1934, il obtient une bourse de l'Institute of International Education (en) pour étudier les méthodes européennes de recherches hydrauliques à la Technische Hochschule de Berlin. Le 1er octobre, alors qu'il est à Berlin, il est promu premier lieutenant. Sa thèse lui vaudra un prix de l'American Society of Civil Engineers. De retour aux États-Unis, il retourne une troisième fois à la Waterways Experiment Station. De septembre 1936 à juin 1937, il est student officer à Fort Belvoir. Il poursuit ses études, se servant de sa thèse comme base pour obtenir un doctorat de l'université d'État de l'Iowa.
En août 1937, il devient instructeur à West Point, où il obtient le grade de capitaine le 13 juin 1939.

## Seconde Guerre mondiale

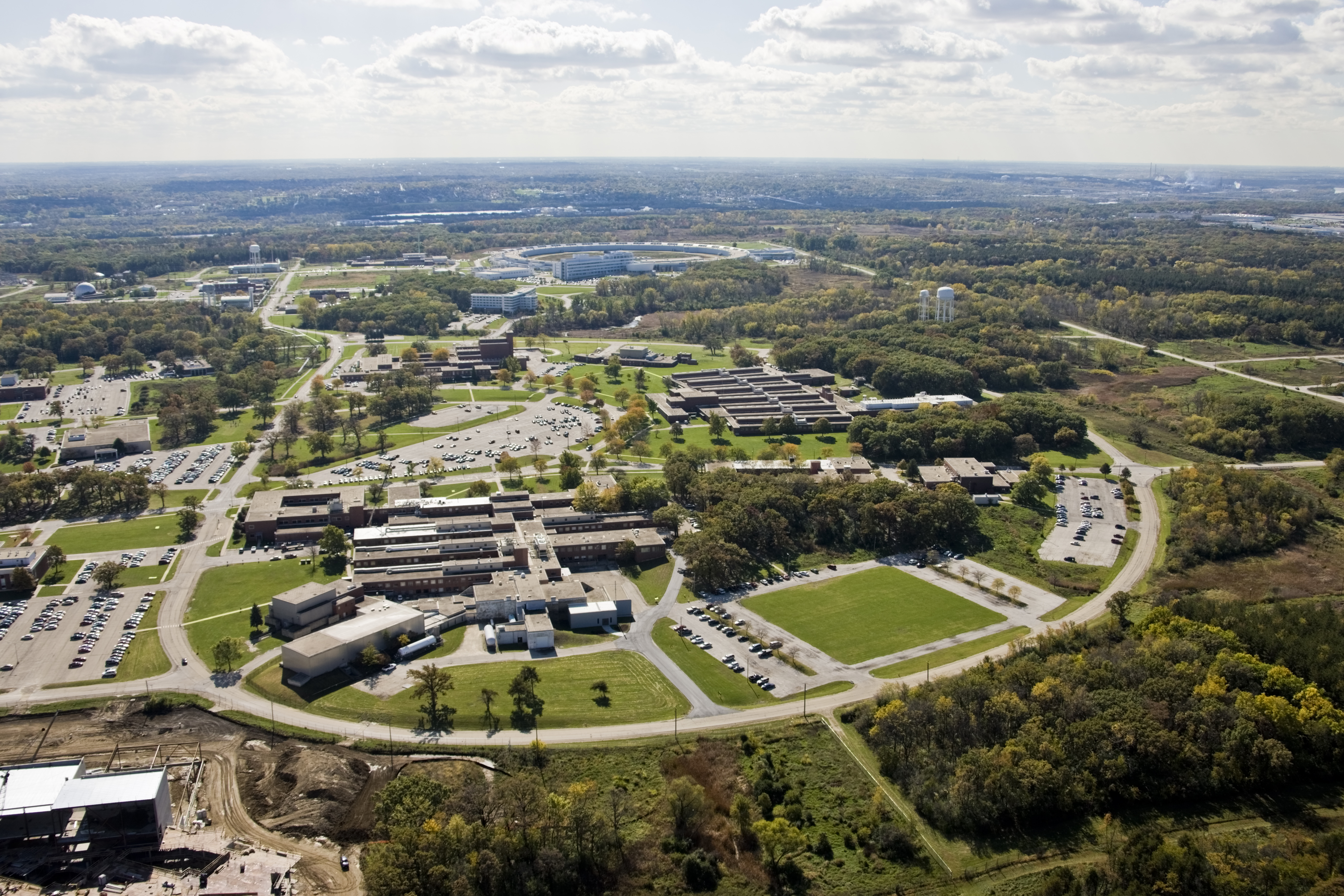
Vue aérienne du Argonne National Laboratory du comté de DuPage, en Illinois.

En juin 1941, le colonel James C. Marshall convoque Nichols à Syracuse (New York) afin que ce dernier soit chargé de la construction de la Griffiss Air Force Base (en) à Rome (New York). Le 10 octobre, Nichols est promu major, puis lieutenant colonel le 1er février 1942 alors que Marshall lui demande de prendre plus de responsabilité en tant qu'ingénieur en chef de la construction d'une nouvelle usine de production de TNT basée à Williamsport (Pennsylvanie). Pour ce projet, Nichols travaille principalement avec les contracteurs DuPont et Stone & Webster ainsi que le colonel Leslie Groves.
En juin, Nichols est à nouveau convoqué par Marshall, cette fois à Washington. Ingénieur responsable du nouveau Manhattan Engineer District (MED), Marshall recrute pour le projet. Il nomme Nichols comme adjoint et ce dernier entre en poste officiellement le 16 août.

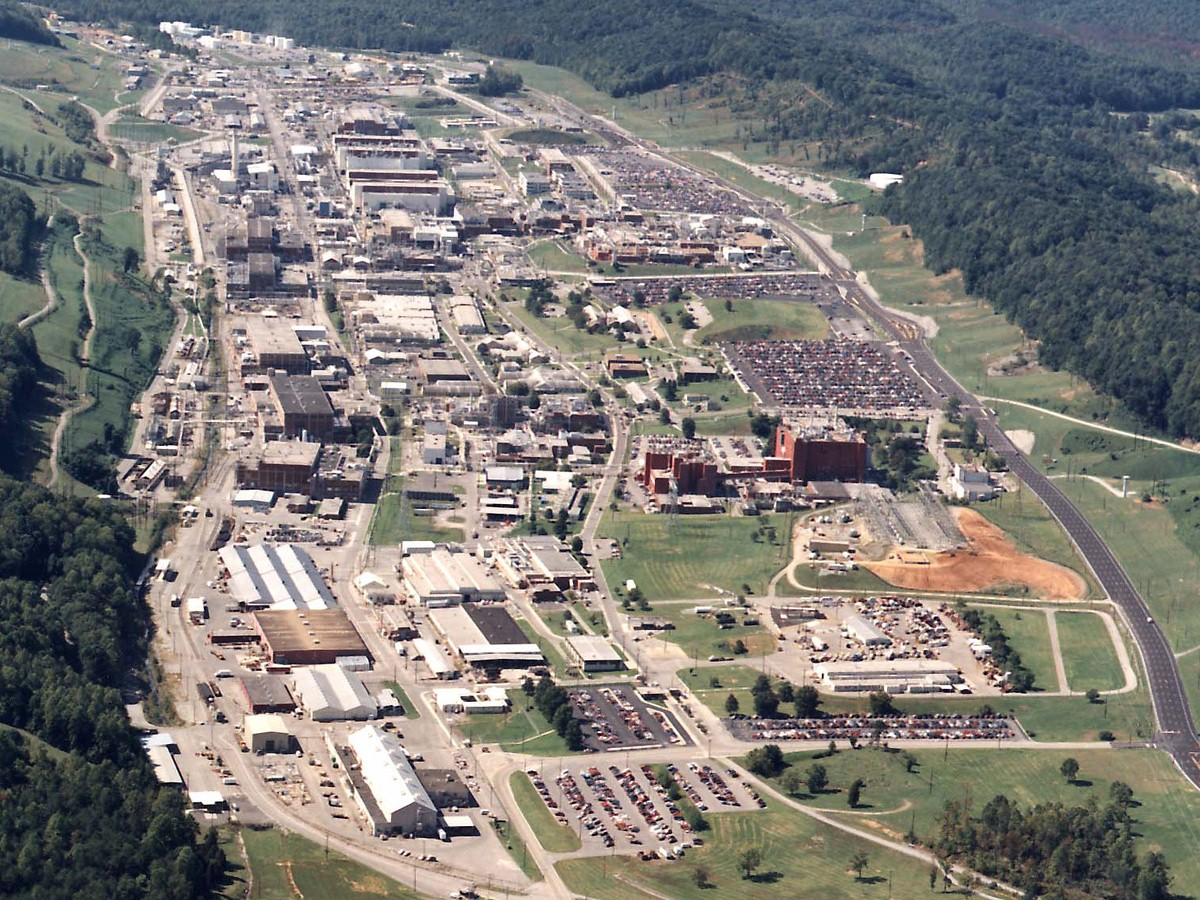
Y-12 National Security Complex de Oak Ridge (Tennessee).

La première décision importante à prendre est le choix d'un site. Le 30 juin, Nichols et Marshall choisissent le Tennessee. Ils entrent ainsi en contact avec des représentants de la Tennessee Valley Authority et explorent différents sites aux pieds des monts Cumberland, identifiés par des éclaireurs de la Office of Scientific Research and Development comme possédant les attributs appropriés pour les besoins en eau, énergie et transport des installations. Un site à Oak Ridge est choisi, mais Marshall tarde à l'acheter, attendant des résultats scientifiques justifiant des installations à grande échelle.
Par la suite, Nichols visite le Metallurgical Laboratory de l'université de Chicago, où il rencontre Arthur Compton. Constatant sur place un manque d'espace, Nichols prend la décision d'organiser un nouveau site expérimental dans l'Argonne Forest (en), qui deviendra l'Argonne National Laboratory.
Nichols prend en charge l'approvisionnement en minerai. Il s'entend avec le département d'État le contrôle de l'exportation de l'oxyde d'uranium et négocie avec Edgar Sengier l'achat de 1 200 tonnes de minerais du Congo belge. Nichols s'entend également avec la compagnie Eldorado Mining and Refining (en) pour l'achat de minerai provenant de Port Hope. Enfin, il rencontre l'adjoint du Secrétaire au trésor (en) Daniel W. Bell (en) et organise le transfert de 14 700 tonnes d'argent vers le Y-12 National Security Complex. Il supplie ainsi à la pénurie de cuivre.
En septembre, Groves, qui est désormais brigadier general, devient le directeur du projet Manhattan. Il approuve rapidement l'achat du site à Oak Ridge et négocie l'attribution de la cote de priorité AAA pour le projet. Groves décide également d'établir ses quartiers généraux au cinquième étage du Harry S. Truman Building (en) situé à Washington, où Marshall possède un bureau de liaison.
Nichols concentre ses énergies sur l'approvisionnement en minerai, matériel et plutonium. Le 22 mai 1943, il est promu colonel. Le 13 août, Nichols remplace Marshall comme ingénieur en chef du Manhattan Engineer District. À ce poste, il est à la fois responsable des installations produisant l'uranium à Oak Ridge ainsi que celles produisant le plutonium à Hanford. L'une de ses premières tâches consiste à déménager les quartiers généraux à Oak Ridge.
Nichols reçoit la distinguished Service Medal du secrétaire à la Guerre Robert P. Patterson pour son travail au projet Manhattan durant la guerre.

## Après la guerre

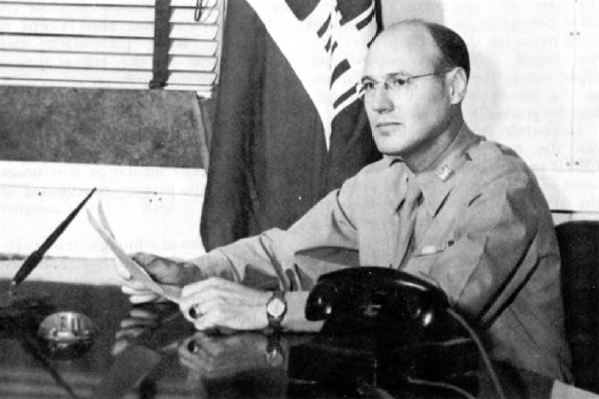
Nichols à son bureau en 1945.

Le 22 janvier 1946, Nichols est promu brigadier general. À la suite du départ du major-général Thomas Farrell (en), Nichols devient assistant de Groves, bien qu'il poursuive également sa carrière d'ingénieur. Voulant répondre à une demande croissante concernant la production et l'entreposage d'armes, Nichols crée une nouvelle usine de fabrication souterraine située aux Mound Laboratories (en) à Miamisburg. Il recommande également que la base de Sandia soit transférée de l'United States Army Air Corps au Manhattan District. En décembre, il recommande la fermeture des pistes alpha de Y-12, coupant ainsi le personnel de 8 600 à 1 500 personnes, ce qui permet d'économiser 2 millions USD par mois. Désormais, l'enrichissement de l'uranium se fait par les installations de diffusion gazeuse, la K-25 et K-27,.
Nichols assure un financement de 60 millions USD des laboratoires nationaux du département de l'Énergie pour l'année fiscale 1947. Il aide le capitaine Hyman Rickover à entraîner une équipe d'ingénieur naval à Oak Ridge afin que ces derniers deviennent des experts en propulsion nucléaire.
En juin, Nichols représente le projet Manhattan à Bikini lors de l'opération Crossroads, qui vise à étudier les effets des armes nucléaires sur les navires de guerre. L'armée américaine est réduite et, comme plusieurs de ses collègues, Nichols perd en grade et redevient lieutenant-colonel le 30 juin. De retour de Bikini, il découvre qu'il a été fait membre honoraire de l'ordre de l'Empire britannique.

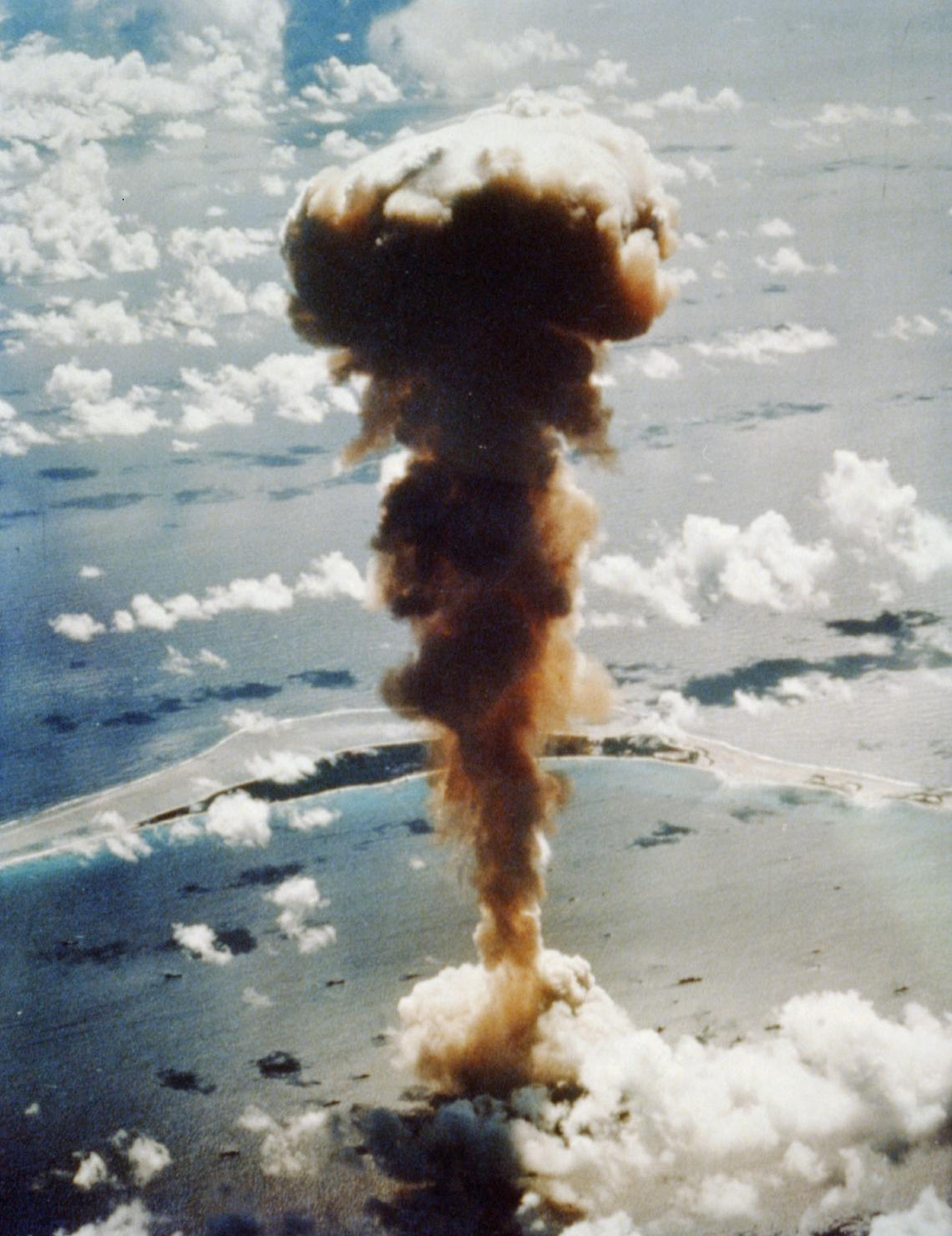
Vue aérienne du champignon atomique Able s'élevant du lagon. L'île Bikini est visible en arrière-plan.

L'entrée en vigueur de l'Atomic Energy Act amène le contrôle du projet Manhattan par la toute nouvelle Commission de l'énergie atomique des États-Unis (AEC). Le président des États-Unis Harry S. Truman nomme ses cinq commissaires le 28 octobre et Groves désigne Nichols comme officier de liaison avec l'AEC. Sa principale tâche est d'aider le transfert de pouvoirs du MED à l'AEC. Les aspects militaires sont pris en charge par l'Armed Forces Special Weapons Project (AFSWP). Bien que ses relations avec les commissaires soient cordiales, que ces derniers soient impressionnés par ses talents d'administrateur et qu'il soit pressenti comme futur directeur des applications militaires de l'AEC, Nichol n'est pas d'accord sur la nature du poste de directeur qui sera créé.
En février 1947, Nichols est nommé professeur de mécanique à West Point. Cependant, en avril 1948, on lui demande de prendre la tête de l'AFSWP, avec le rang de major-général, ce qui en fait le plus jeune militaire de l'armée occupant ce rang. Bien que ce dernier lui permet d'établir ses quartiers à Fort Myer (Virginie) (en), le général Omar Bradley, alors Chief of Staff of the United States Army, lui dit de ne pas réclamer ces derniers, certains colonels plus expérimentés ayant émis des critiques. Nichols recommence les liaisons avec l'AEC, cette fois comme Senior Army Member et devient adjoint au chef de cabinet de l'armée pour l'énergie atomique. Dans ses nouvelles fonctions, Nichols entre en conflit avec l'AEC sur l'enjeu du contrôle des armes nucléaires (qui se joue entre l'AEC et le département de la Défense). L'administration maintient un appui ferme du contrôle par l'AEC.
À un moment, il y a une remise en question de l'opération Sandstone, mais Nichols soutient et obtient son maintien. En 1950, il devient directeur adjoint de la division des missiles guidées du département de la Défense. Il est attaché au projet Nike. Lors d'une réorganisation en 1952, il est nommé chef de recherche et développement. Le 31 octobre 1953, Nichols prend sa retraite de l'armée. En 1956, il reçoit pour la deuxième fois la Distinguished Service Medal pour son travail lors de la période allant de 1948 à 1953.

## Après l'armée
Nichols quitte la Commission de l'énergie atomique en 1955 et ouvre une firme de consultant sur K Street, spécialisée en recherche et développement de l'utilisation commerciale de l'énergie nucléaire. Cette dernière offre ses services à des clients tels Alcoa, Gulf Oil, Westinghouse Electric et la centrale nucléaire de Yankee Rowe. Nichols est impliqué dans la construction de cette dernière et de celle de Vermont Yankee. Nichols critique la lourdeur administrative qui, selon lui, fait en sorte qu'au cours des années 1980, de telles installations prennent deux fois plus de temps à être construites aux États-Unis que dans des pays tels la France, le Japon, Taiwan ou la Corée du Sud.
Nichols meurt d'un arrêt respiratoire le 21 février 2000 à la maison de retraite de Brighton Gardens, Bethesda (Maryland). Il est enterré au cimetière national d'Arlington.